# Жазиксай
Жазикса́й (каз. Жазықсай) — село у складі Жетисайського району Туркестанської області Казахстану. Входить до складу сільського округу Жолдасбая Єралієва.
До 2001 року село називалось Амангельди, у Радянські часи село називалось Отділення № 1 участок № 1 совхоза 30-ліття Октября.
Населення — 78 осіб (2021; 162 у 2009, 131 у 1999, 124 у 1989).